# Игарка (аэропорт)

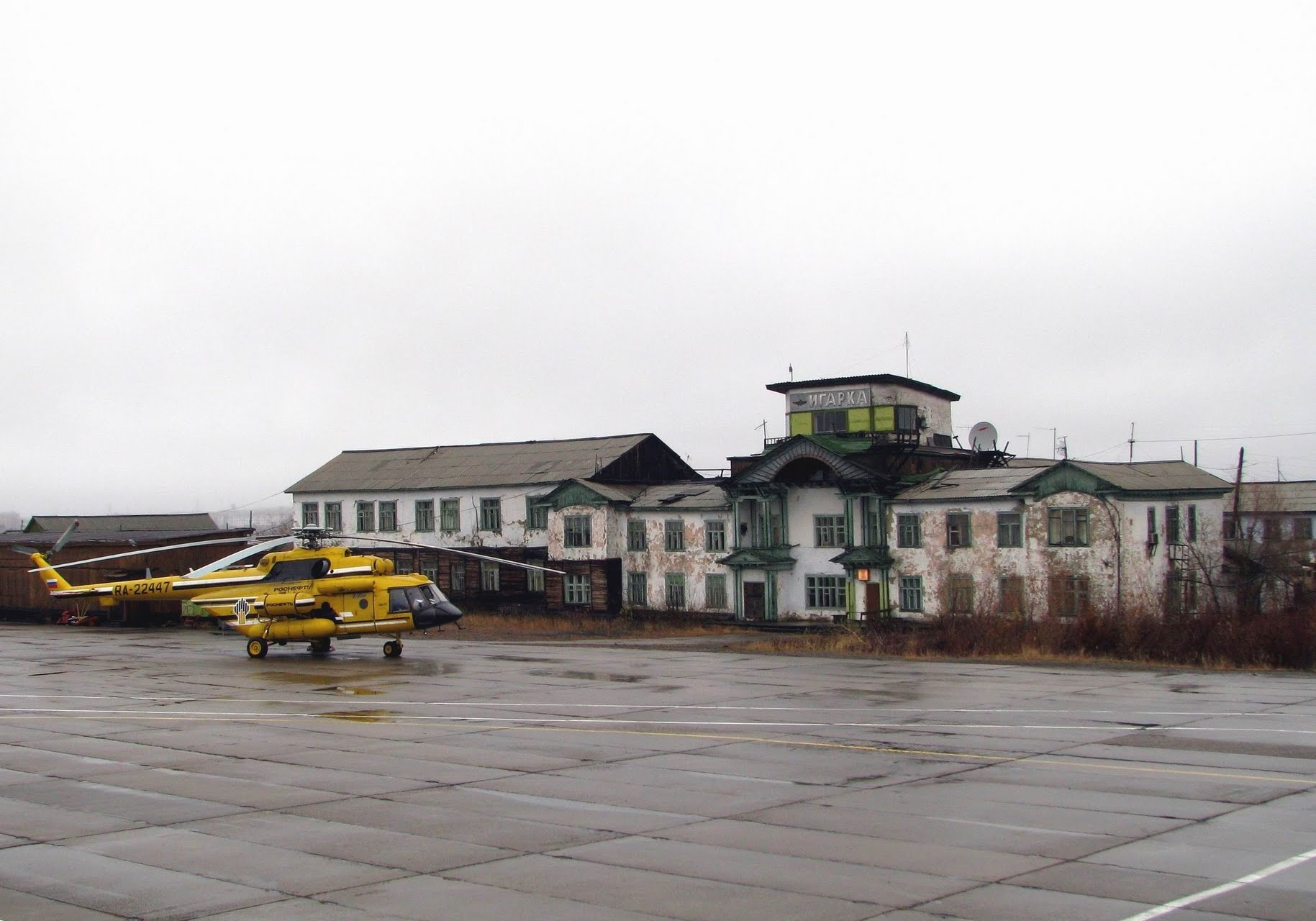
Аэропорт до реконструкции

Аэропорт Игарка — аэропорт класса В в 1,8 км юго-восточнее города Игарки. Аэропорт расположен на Игарском острове на берегу Игарской протоки Енисея. Находится за полярным кругом, в зоне распространения многолетней мерзлоты. Является запасным на маршрутах в Норильск и обратно.

## Общая информация
Аэродром имеет ВПП с искусственным покрытием и предназначен для выполнения рейсовых, чартерных, тренировочных, контрольно-испытательных полётов и авиационных работ. Местность в районе аэродрома равнинная, покрыта хвойно-лиственным лесом высотой до 15-20 метров.
В настоящее время аэропорт города Игарки связан регулярными и чартерными воздушными сообщениями с городами Красноярском, Сургутом, Ноябрьском, Уфой, Белоярским, регулярным вертолётным рейсом — с посёлком Светлогорском и селом Туруханском. Прямой маршрут Норильск — Игарка, выполняемый на самолетах Ан-2, Ил-14, вертолётах, был возобновлен в 2016 году после длительного перерыва.
В настоящий момент пассажирские перевозки аэропорта Игарка составляют 98 тыс. человек в год, грузовые — порядка 1,5 тыс. тонн в год. Основную часть пассажиропотока составляют 4.5 тысячи человек ежемесячной вахтовой смены, в значительной части перевозимых рейсами из Красноярска. Доставка пассажиров в аэропорт и обратно в город осуществляется на пароме.

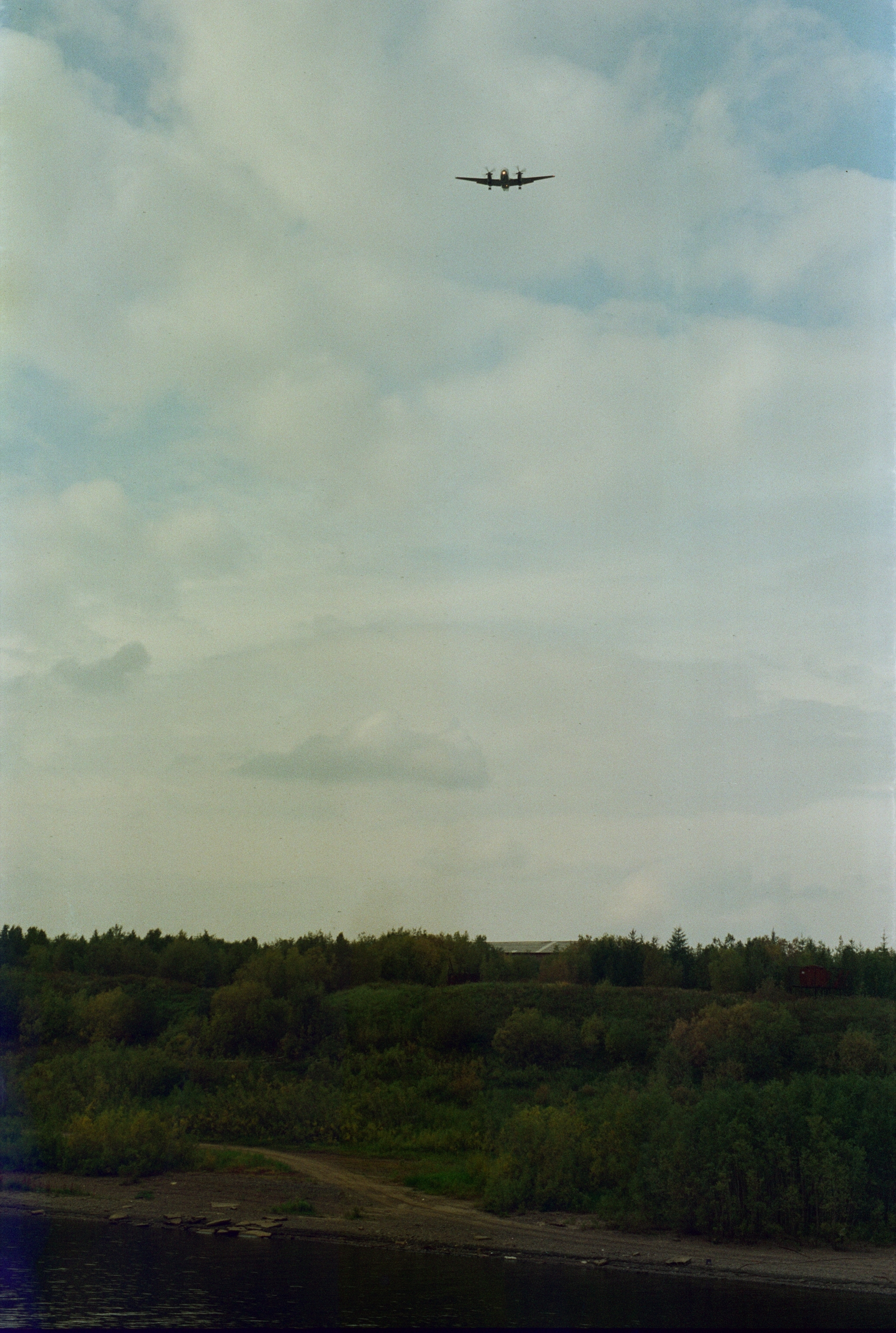
Самолёт пролетает над посёлком и заходит на посадку

Осуществляемый в настоящее время ремонт полосы даст возможность оборудовать аэропорт для приема пассажирских самолетов любого класса.

## Показатели деятельности
| год             | 2014  | 2015   | 2016   | 2017   | 2019  | 2020   | 2021   | 2022   |
| тыс. пассажиров | 208,1 | 192,1▼ | 214,3▲ | 278,0▲ | ≈300▲ | 147,0▼ | 257,4▲ | 306,2▲ |
| Источники:      |       |        |        |        |       |        |        |        |

## Принимаемые воздушные суда
Ан-12, Ан-24, Ан-26, Ан-32, Ан-72, Ан-74, Ан-148, Ил-76, Ту-134, Ту-154, Як-40, Як-42, SSJ-100, Boeing 737-500, Boeing 737-400, Boeing 737-300, Airbus A-320, космический шаттл «Индевор» (OV-105) и др. ВС 3-4 кл., вертолеты всех типов, запасной для ВС всех типов весом до 190 тонн.

### Маршрутная сеть

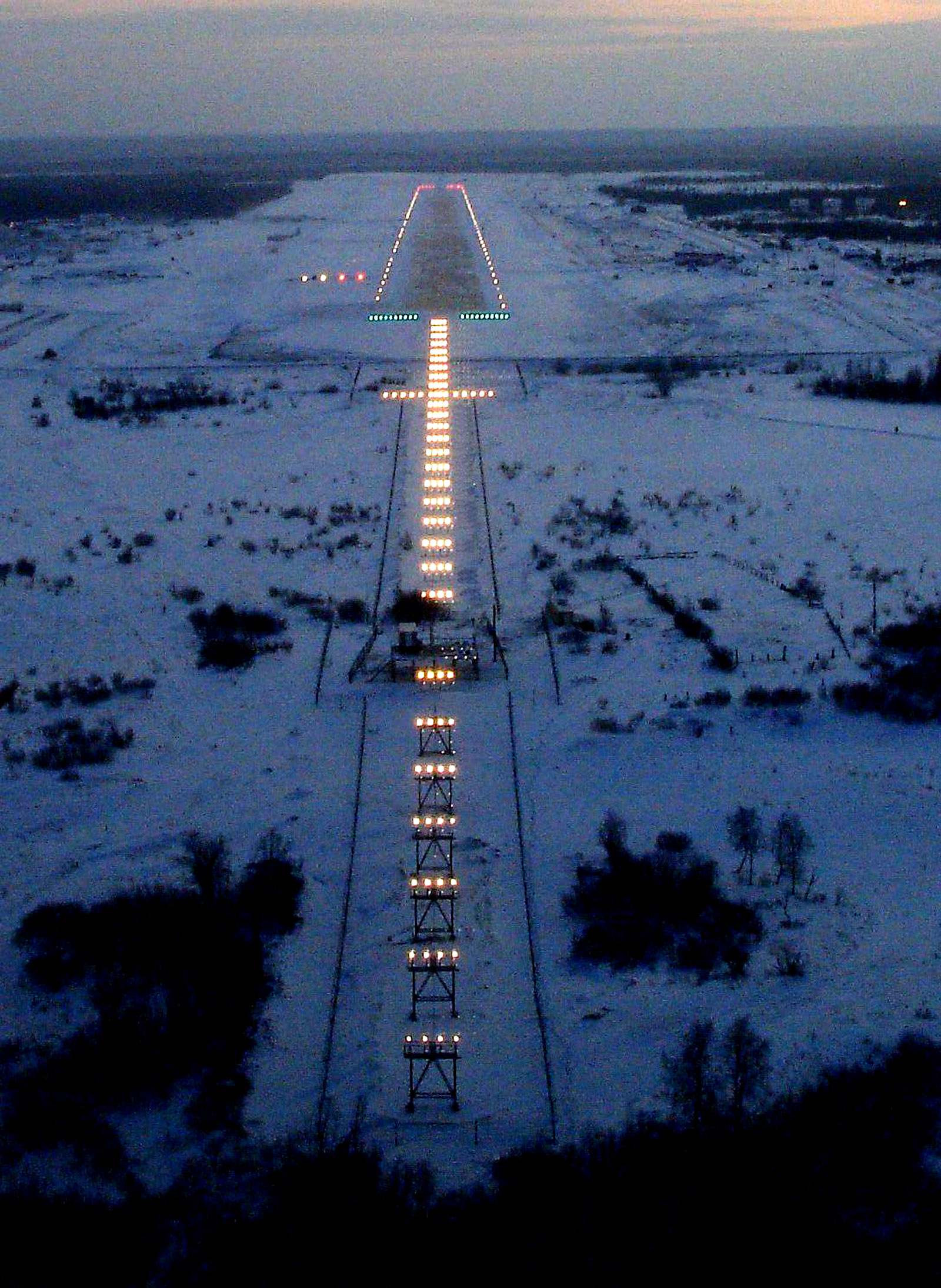
Огни Высокой Интенсивности (ОВИ) Аэропорт Игарка

## Организации, расположенные на аэродроме
1. АМСГ Игарка АНО «Среднесибирское Метеоагентство»
2. Игарский центр ОВД филиала «Аэронавигация Центральной Сибири»

## История
Осенью 1929 г. на Игарскую протоку приводнился первый самолёт. А зимой 1931 г. был выполнен рейс по маршруту Красноярск-Игарка, который занял 45 дней. 1935 год считается началом развития Игарки авиационной. В 1936 г. был сформирован гидропорт. Летом самолёты оборудовались поплавками, зимой — лыжами. С Игаркой связано развитие Полярной авиации, многие славные страницы её истории. Достаточно назвать фамилии полярных летчиков, которые работали здесь — Молоков, Водопьянов, Чухновский, Чернявский, Липп, Пусепп.
В 1944 г. принято решение о строительстве сухопутного аэродрома, в 1946-м он вступил в строй. Аэропорт принимает все виды самолетов и отличается тем, что открыт практически весь год (нелётных дней здесь почти не бывает).
По другим данным аэродром появился не раньше 1949-го:

4 августа 1949 года я уже был в Игарке. <…> Здесь, когда я приехал, не было ещё и 20-ти двухэтажных деревянных домов. Это потом появился здесь аэродром, его выстроило Северное управление. И многие другие объекты.— ХАЧАТУРЯН Павел Сергеевич, бывший заключенный - глава из книги «СТРОЙКА № 503» (1947-1953 гг.) Документы. Материалы. Исследования. /Издательство "Гротеск". г. Красноярск 2000 г.

## Авиационные аварии и катастрофы
По данным Aviation Safety Network с рейсами следовавшими в/из аэропорта Игарка случались следующие авиационные происшествия:
- 3 августа 2010 года в 21.40 мск при заходе на посадку в 700 метрах от взлётно-посадочной полосы аэропорта разбился самолёт Ан-24, выполнявший рейс из Красноярска в Игарку. На борту самолета было 15 человек — пять членов экипажа и 10 пассажиров, в том числе 1 ребенок. 11 человек погибло на месте катастрофы, 1 скончался в больнице, выжили 3 члена экипажа[8].

- 31 августа 2010 года на рейсе Красноярск (Черемшанка) — Игарка вследствие срабатывания датчика произошло отключение подачи масла в правый двигатель, командир принял решение отключить двигатель. До момента выравнивания самолета и флюгирования лопастей самолёт потерял порядка 700 метров высоты. Экипаж посадил самолёт в аэропорту Подкаменной Тунгуски. Затем за пассажирами отправили дополнительный самолёт[источник не указан 1424 дня].
- 9 сентября 2010 года в 15.20 местного времени (11.20 МСК) самолёт Ан-24, следовавший рейсом Красноярск (Черемшанка) — Игарка, при заходе на посадку в аэропорту Игарка столкнулся с птицей. В результате столкновения треснуло крыло самолёта[9].